# 둘마틴
둘마틴(인도네시아어: Dulmatin, 1970년 6월 6일 ~ 2010년 3월 9일)은 인도네시아의 자와족 출신 이슬람주의자이다.
아프가니스탄에 위치한 알카에다 기지에서 훈련을 받았으며 2003년부터는 필리핀의 이슬람주의 무장 조직인 아부 사야프에서 활동했다. 2000년 8월 1일에 일어난 인도네시아 자카르타 주재 필리핀 대사관 폭탄 테러, 2000년 12월 24일에 일어난 크리스마스 이브 교회 폭탄 테러, 2002년 10월 12일에 일어난 2002년 발리 폭탄 테러를 주도했다. 2010년 3월 9일 인도네시아 경찰에 의해 사살되었다.